# Hellinsia albidactylus
Hellinsia albidactylus là một loài bướm đêm thuộc họ Pterophoridae. Nó được tìm thấy ở Nhật Bản (Honshu), Hàn Quốc, Trung Quốc và Nga.
Sải cánh dài khoảng 18 mm và Chiều dài cánh trước khoảng 10–11 mm.
Ấu trùng ăn các loài Asteraceae.